# Championnat de Chypre de football 1982-1983
Navigation
Saison précédente Saison suivante
La saison 1982-1983 du Championnat de Chypre de football était la 45e édition officielle du championnat de première division à Chypre. Les quatorze meilleurs clubs du pays se retrouvent au sein d'une poule unique, la Cypriot First Division, où ils s'affrontent 2 fois, à domicile et à l'extérieur. En fin de saison, les 2 derniers du classement sont relégués et remplacés par le champion de D2 ainsi que son dauphin.
L'Omonia Nicosie remporte un nouveau titre de champion de Chypre en terminant en tête du championnat. Il s'agit du 12e titre, le 9e en 10 saisons. L'Omonia devance de 3 points l'Anorthosis Famagouste et de 6 points l'APOEL Nicosie. Il réussit également un 3e doublé Coupe-championnat consécutif en battant l'EN Paralimni en finale de la Coupe de Chypre.

## Les 14 clubs participants
| - AEL Limassol - Olympiakos Nicosie - EPA Larnaca - Nea Salamina Famagouste - Omonia Nicosie - APOEL Nicosie - APOP Paphos | - Pezoporikos Larnaca - Anorthosis Famagouste - Aris Limassol - Promu de D2 - Apollon Limassol - EN Paralimni - Alki Larnaca - Promu de D2 - Omonia Aradippou |

## Compétition

### Classement
Le barème utilisé pour établir le classement est le suivant :
- Victoire : 2 points
- Match nul : 1 point
- Défaite : 0 point

| Rang | Équipe                | Pts | J  | G  | N  | P  | Bp | Bc | Diff |
| ---- | --------------------- | --- | -- | -- | -- | -- | -- | -- | ---- |
| 1    | Omonia Nicosie T C    | 38  | 26 | 16 | 6  | 4  | 52 | 17 | +35  |
| 2    | Anorthosis Famagouste | 35  | 26 | 12 | 11 | 3  | 46 | 21 | +25  |
| 3    | APOEL Nicosie         | 32  | 26 | 11 | 10 | 5  | 33 | 20 | +13  |
| 4    | AEL Limassol          | 31  | 26 | 12 | 7  | 7  | 29 | 21 | +8   |
| 5    | Pezoporikos Larnaca   | 28  | 26 | 9  | 10 | 7  | 26 | 20 | +6   |
| 6    | Omonia Aradippou      | 28  | 26 | 11 | 6  | 9  | 34 | 34 | 0    |
| 7    | Alki Larnaca P        | 27  | 26 | 8  | 11 | 7  | 32 | 35 | -3   |
| 8    | Aris Limassol P       | 25  | 26 | 10 | 5  | 11 | 42 | 39 | +3   |
| 9    | EN Paralimni          | 23  | 26 | 5  | 13 | 8  | 35 | 40 | -5   |
| 10   | EPA Larnaca           | 22  | 26 | 8  | 6  | 12 | 22 | 33 | -11  |
| 11   | Apollon Limassol      | 21  | 26 | 6  | 9  | 11 | 24 | 38 | -14  |
| 12   | Nea Salamina          | 20  | 26 | 6  | 8  | 12 | 28 | 39 | -11  |
| 13   | Olympiakos Nicosie    | 20  | 26 | 5  | 10 | 11 | 26 | 45 | -19  |
| 14   | APOP Paphos           | 14  | 26 | 5  | 4  | 17 | 14 | 41 | -27  |

|  | Qualification pour la Coupe des clubs champions 1983-1984                              |
|  | Qualification pour la Coupe des Coupes 1983-1984                                       |
|  | Qualification pour la Coupe UEFA 1983-1984                                             |
|  | Relégation directe en deuxième division                                                |
|  | T : Tenant du titre C : Vainqueur de la Coupe de Chypre P : Promu de deuxième division |

## Bilan de la saison
| Championnat de Chypre de football 1982-1983 |                                |
| Champion                                    | Omonia Nicosie (12e titre)     |
| Coupes et trophées                          |                                |
| Vainqueur de la Coupe de Chypre 1982-1983   | Omonia Nicosie                 |
| Qualifications continentales                |                                |
| Coupe des clubs champions 1983-1984         | Omonia Nicosie                 |
| Coupe des Coupes 1983-1984                  | EN Paralimni                   |
| Coupe UEFA 1983-1984                        | Anorthosis Famagouste          |
| Promotions et relégations                   |                                |
| Promus en Cypriot First Division            | Ethnikos Achna Ermis Aradippou |
| Relégués en Cypriot Second Division         | Olympiakos Nicosie APOP Paphos |